# Jean-Jules Alexis Callies
Jean-Jules Alexis Callies, francoski general, * 1896, † 1986.